# Sherrills Ford
Sherrills Ford è una comunità non incorporata della Contea di Catawba, nella Carolina del Nord. Sebbene sia una comunità non incorporata, ha un ufficio postale e il suo ZIP code è 28673.